# Saint-Jean-Brévelay
Saint-Jean-Brévelay település Franciaországban, Morbihan megyében. Lakosainak száma 2860 fő (2022. január 1.). Saint-Jean-Brévelay Guéhenno, Billio, Plumelec, Plaudren, Locqueltas, Colpo és Bignan községekkel határos.

## Népesség
A település népessége az elmúlt években az alábbi módon változott:
| Lakosok száma | 1873 | 2287 | 2354 | 2537 | 2765 | 2770 | 2789 | 2836 | 2865 | 2860 |
|               | 1968 | 1982 | 1990 | 2006 | 2013 | 2015 | 2017 | 2019 | 2020 | 2022 |